# 콜린 루니
콜린 메리 루니(혼전성 맥러플런(McLoughlin), 영어: Coleen Mary Rooney, 1986년 4월 3일 ~ )는 영국의 모델이자, 방송인, 언론인이다.
2008년 잉글랜드의 축구 선수 웨인 루니와 결혼하였고, 슬하에 네 명의 아들(카이 웨인 루니; 2009년 11월 2일 출생, 클래이 앤서니 루니; 2013년 5월 21일 출생, 키트 조셉 루니; 2016년 1월 24일 출생, 카스 마크 루니; 2018년 2월 15일 출생)을 두고 있다.